# Smartwings Polska
Smartwings Poland ist eine polnische Charterfluggesellschaft mit Sitz in Warschau und ein Tochterunternehmen der Smartwings. Ursprünglich hieß die Fluggesellschaft Travel Service Poland, bevor Travel Service im Dezember 2018 in Smartwings umbenannt wurde.

## Flotte
Mit Stand April 2025 besteht die Flotte der Smartwings Poland aus einem Flugzeug mit einem Alter von 17,8 Jahren:
| Flugzeugtyp    | Anzahl | bestellt | Anmerkungen               | Sitzplätze | Durchschnittsalter |
| -------------- | ------ | -------- | ------------------------- | ---------- | ------------------ |
| Boeing 737-800 | 1      |          | mit Winglets ausgestattet | 189        | 17,8 Jahre         |
| Gesamt         | 1      | -        |                           |            | 17,8 Jahre         |